# Порядок роста

## Определение
Порядком роста функции {\displaystyle f} в точке {\displaystyle z_{0}} называется некоторое число {\displaystyle \alpha \geq 0} такое, что для некоторой окрестности {\displaystyle {\mathcal {U}}_{z_{0}}} существует такое число {\displaystyle M>0}, что для произвольной точки {\displaystyle z\in {\mathcal {U}}_{z_{0}}} выполняется неравенство {\displaystyle |f(z)|\leq {\frac {M}{|z-z_{0}|^{\alpha }}}}

## Замечание
Легко можно показать, что {\displaystyle f} ограничена в некоторой окрестности {\displaystyle {\mathcal {U}}_{z_{0}}} тогда и только тогда, когда её порядок роста в точке {\displaystyle z_{0}} равен нулю.
Понятие порядка роста крайне важно в одном из разделов комплексного анализа — теории целых функций.